# Willi Heinz
William Alexander Heinz (Christchurch, 24 novembre 1986) è un rugbista a 15 neozelandese, internazionale per l'Inghilterra, mediano di mischia dei Crusaders.

## Biografia
Professionista nella formazione provinciale di Canterbury, ha disputato diverse stagioni in patria in Super Rugby con la franchise dei Crusaders; nel 2015 fu in Inghilterra al Gloucester.
Grazie all'origine della sua nonna materna nativa di Southampton, ausiliaria della Royal Navy e sposata a un militare della marina neozelandese, Heinz fu idoneo a rappresentare l'Inghilterra e nel 2017 fu invitato a un raduno dall'allora C.T. della nazionale Eddie Jones.
Nell'agosto 2019 debuttò per la squadra in maglia bianca e fu inserito nella rosa che prese parte alla Coppa del Mondo in Giappone, in cui disputò 5 incontri compresa la semifinale vinta contro la nativa Nuova Zelanda; l'anno successivo disputò tutti gli incontri del Sei Nazioni prima della sospensione per la pandemia di COVID-19.
Terminato il contratto nel 2021 con Gloucester, giunse il trasferimento a Worcester con un contratto annuale con opzione per il secondo, ma al termine della stagione 2021-22 ha lasciato l'Inghilterra per tornare ai Crusaders.

## Palmarès
- National Provincial Championship: 5
Canterbury: 2009, 2010, 2011, 2012, 2013